# Brückl (Karyntia)
Brückl (słoweń. Mostič) – gmina targowa w Austrii, w kraju związkowym Karyntia, w powiecie Sankt Veit an der Glan. Według Austriackiego Urzędu Statystycznego liczyła 2791 mieszkańców (1 stycznia 2015).